# Pemphis
Pemphis, monotipski je biljni rod i vrsta (P. acidula) manjeg teškog drveta ili grma iz tropske Azije i Afrike, vernakularno poznato kao kabantigi. Pripada porodici vrbičevki. 
Tipično su niskog rasta (do 10 metara ili 33 stope)), prirodno iskrivljena i gusto razgranata, pa se u Aziji često uzgajaju kao bonsai. Na cijeni su i u drvorezbarstvu.
Česta su uz stjenovite, šljunčane i pjeskovite obale.
- P. acidula, Réunion island
- P. acidula
- Bonsai, Pemphis acidula